# Arboa madagascariensis
Arboa madagascariensis är en passionsblomsväxtart som först beskrevs av Karl August Otto Hoffmann, och fick sitt nu gällande namn av Mats Thulin och Razafim.. Arboa madagascariensis ingår i släktet Arboa och familjen passionsblomsväxter. Inga underarter finns listade i Catalogue of Life.